# Naval General Service Medal (1847)
La Naval General Service Medal (NGSM) est une médaille militaire de campagne créée en 1847, pour les officiers et marins de la Royal Navy,. Sa conception est confiée à William Wyon. L'Admiral Thomas Bladen Capel est l'un des membres du Conseil de l'Amirauté à avoir autorisé l'émission de cette médaille.
La NGSM est attribuée rétrospectivement aux militaires et membres d'équipage présents lors de plusieurs affrontements navals ayant eu lieu pendant entre 1793 et 1840, une période qui englobe les guerres de la Révolution française, les guerres napoléoniennes, et la guerre anglo-américaine de 1812. Chaque bataille ou combat est matérialisé par une agrafe sur le ruban. Ainsi, la médaille ne fut jamais octroyée sans agrafe. Au total, 231 combats furent retenus dans l'attribution de cette médaille. Les agrafes couvrent une variété importante de combats, de l'accrochage contre un navire isolé au combat flotte contre flotte, comme à la bataille de Trafalgar.
Sir John Hindmarsh et l'Admiral of the Fleet Sir James Alexander Gordon reçoivent la médaille avec sept agrafes, le maximum pour des individus. Quatre hommes purent prétendre à six agrafes, et quatorze à cinq agrafes.
La médaille n'est attribuée qu'aux marins survivants ayant pris part à ces combats; les deux conditions sont alors d'avoir survécu jusqu'en 1847 (date de son émission) et d'avoir fait acte de candidature. Une combinaison de facteurs, allant de l'analphabétisme généralisé à la publicité limitée qui est faite autour de l'émission de cette nouvelle médaille, font que peu de marins se portent candidats à son obtention. Ainsi, le nombre de médailles émises est bien inférieur au nombre de marins ayant servi lors de ces combats pendant cette période; fréquemment le nombre de candidature pour certaines agrafes était inférieure à dix et, dix agrafes ne trouvèrent pas de candidats. Au total, 20 933 médailles sont attribuées, la plupart avec une seule agrafe.
La date limite de dépôt des candidatures est fixée au 1er mai 1851. La médaille est décernée uniquement aux survivants, et les membres de la famille ne pouvaient pas faire acte de candidature pour une attribution posthume. Cependant, la médaille est attribuée aux familles des marins décédés entre la date de leur candidature et celle de la remise des médailles.
Cette médaille et son équivalent dans l'armée de terre, la Military General Service Medal, sont parmi les premières médailles militaires de campagne britanniques, décernées - sans distinctions de rang - uniquement pour le fait d'être présent sur les lieux du combat.

## Agrafes

### Guerres de la Révolution française
| Agrafe                        | Bataille ou Combat                                                                                     | Date                  | Commentaire                                             |
| ----------------------------- | --- | --------------------- | ------------------------------------------------------- |
| Nymphe 18 June 1793           | Capture de la frégate française Cleopatre                                                              | 18 juin 1793          | Grande-Bretagne vs. France                              |
| Crescent 20 Octr. 1793        | Capture de la frégate française Reunion                                                                | 20 octobre 1793       | Grande-Bretagne vs. France                              |
| Zebra 17 March 1794           | Capture de Fort Saint-Louis (Martinique)                                                               | 20 mars 1794          | Grande-Bretagne vs. France                              |
| 17 Mar. Boat Service 1794     | Capture de la frégate française Undaunted et d'un autre navire dans la baie de Fort Royal (Martinique) | 20 mars 1794          | Grande-Bretagne vs. France                              |
| Carysfort 29 mai 1794         | Reprise du HMS Castor                                                                                  | 29 mai 1794           | Non-émise Grande-Bretagne vs. France                    |
| 1 June 1794                   | Glorious First of June                                                                                 | 1er juin 1794         | Grande-Bretagne vs. France                              |
| Romney 17 June 1794           | Capture de la frégate française Sibylle                                                                | 17 juin 1794          | Grande-Bretagne vs. France                              |
| Blanche 4 Jany. 1795          | Capture de la frégate française Pique                                                                  | 5 janvier 1795        | Grande-Bretagne vs France                               |
| Lively 13 March 1795          | Capture de la frégate française Tourterelle                                                            | 13 mars 1795          | Grande-Bretagne vs. France                              |
| 14 March 1795                 | Bataille de Gênes                                                                                      | 14 mars 1795          | Grande-Bretagne & Naples vs. France                     |
| Mosquito 9 June 1795          | Capture d'un corsaire                                                                                  | 9 juin 1795           | Non-émise (l'équipage et le vaisseau coulent peu après) |
| 23 June 1795                  | Bataille de Groix                                                                                      | 23 juin 1795          | Grande-Bretagne vs. France                              |
| Dryad 13 June 1796            | Capture de la Prosperine                                                                               | 13 June 1796          | Grande-Bretagne vs. France                              |
| St. Vincent                   | Bataille du cap Saint-Vincent (1797)                                                                   | 14 février 1797       | Grande-Bretagne vs. Espagne                             |
| St Fiorenzo 8 March 1797      | Capture de la Résistance                                                                               | 9 mars 1797           | Grande-Bretagne vs. France                              |
| 29 May Boat Service 1797      | La Minerve et le Lively capturent la corvette française Mutine.                                        | 29 mai 1797           | Grande-Bretagne vs. France                              |
| Camperdown                    | Bataille de Camperdown                                                                                 | 11 octobre 1797       | Grande-Bretagne vs. République batave                   |
| Nile                          | Bataille du Nil                                                                                        | 1er–3 août 1798       | Grande-Bretagne vs. France                              |
| 12 Octr. 1798                 | Bataille de l'île de Toraigh                                                                           | 12 octobre 1798       | Grande-Bretagne vs. France                              |
| Telegraph 18 March 1799       | Capture du corsaire français Hirondelle                                                                | 18 mars 1799          | non-émise Grande-Bretagne vs. France                    |
| Arrow 13 Sepr. 1799           | Capture du Draak et du Gier                                                                            | 13 septembre 1799     | Grande-Bretagne vs. République batave                   |
| Wolverine 13 Sepr. 1799       | Capture du Draak et du Gier                                                                            | 13 septembre 1799     | Non-émise Grande-Bretagne vs. République batave         |
| Courier 23 Novr. 1799         | Capture du corsaire français Guerrier                                                                  | 23 novembre 1799      | Grande-Bretagne vs. France                              |
| Chichester Egypt              | Bataille d'Aboukir (1801), Bataille d'Alexandrie, Siège d'Alexandrie                                   | Mars - septembre 1801 | Grande-Bretagne vs. France                              |
| Copenhagen                    | Bataille de Copenhague (1801)                                                                          | 2 avril 1801          | Grande-Bretagne vs. Danemark-Norvège                    |
| Gut of Gibraltar 12 July 1801 | Bataille d'Algésiras (1801)                                                                            | 12 juillet 1801       | Grande-Bretagne vs. France & Espagne                    |

### Guerres napoléoniennes
| Agrafe                         | Bataille ou combat | Date                         | Commentaires                                    |
| ------------------------------ | --- | ---------------------------- | ----------------------------------------------- |
| Beaver 31 March 1804           | Le Scorpion et le Beaver capturent le brick hollandais Atalante                                                                     | 31 mars 1804                 | Non-émise Grande-Bretagne vs. République batave |
| Scorpion 31 March 1804         | Le Scorpion et le Beaver capturent le brick hollandais Atalante                                                                     | 31 mars 1804                 | Grande-Bretagne vs. République batave           |
| St Fiorenzo 14 Feby. 1805      | Capture (en) de la frégate française Psyché                                                                                         | 14 février 1805              | Grande-Bretagne vs. France                      |
| Trafalgar                      | Bataille de Trafalgar | 21 octobre 1805              | Grande-Bretagne vs. France & Espagne            |
| 4 Novr. 1805                   | Bataille du cap Ortegal | 4 novembre 1805              | Grande-Bretagne vs France                       |
| St. Domingo                    | Bataille de San Domingo | 6 février 1806               | Grande-Bretagne vs. France                      |
| Amfitrite 18 July 1806         | Capture de la frégate française Guerriere                                                                                           | 18 juillet 1806              | Grande-Bretagne vs. France                      |
| 21 Jan. Boat Service 1807      | Combat entre le Galatea et la corvette Lynx                                                                                         | 21 janvier 1807              | Grande-Bretagne vs France                       |
| 19 April Boat Service 1807     | Le Richmond capture un corsaire | 19 avril 1807                | Non-émise Grande-Bretagne vs. France            |
| Ann 24 Novr. 1807              | Capture d'un corsaire espagnol, combat contre 10 canonnières et capture de deux d'entre elles                                       | 24 novembre 1807             | Non-émise Grande-Bretagne vs. Espagne           |
| Sappho 2 March 1808            | Capture du brick Admiral Yawl | 2 mars 1808                  | Grande-Bretagne vs Danemark-Norvège             |
| St Fiorenzo 8 March 1808       | Capture (en) de la frégate française Piémontaise                                                                                    | 8 mars 1808                  | Grande-Bretagne vs France                       |
| 28 Nov. Boat Service 1808      | L'Heureux attaque une batterie et capture un brick et un schooner                                                                   | 29 novembre 1808             | Grande-Bretagne vs France                       |
| 31 Oct. 1808                   | Le brick français Palinure est capturé par la frégate anglaise HMS Circe.                                                           | 31 Oct. 1808                 | Grande-Bretagne vs France                       |
| Onyx 1 Jany. 1809              | Re-capture du Manly | 1er janvier 1809             | Grande-Bretagne vs. République batave           |
| Martinique                     | Invasion de la Martinique (1809) | 30 janvier – 24 février 1809 | Grande-Bretagne vs. France                      |
| Basque Roads 1809              | Bataille de l'île d'Aix | 11–25 avril 1809             | Grande-Bretagne vs. France                      |
| 25 July Boat Service 1809      | Boats of Fawn in action with a cutter and the schooner Guadaloupe, which they captured                                              | 25 juillet 1809              | Non-émise Grande-Bretagne vs. France            |
| 25 July Boat Service 1809      | Le Cerberus (en), le Minotaur, Princess Carolina et le Prometheus capturent un navire russe près de Fredrikshamn, golfe de Finlande | 25 juillet 1809              | Grande-Bretagne vs. Russie                      |
| Guadaloupe                     | Invasion de la Guadeloupe (1810) | 28 janvier - 6 février 1810  | Grande-Bretagne vs. France                      |
| Thistle 10 Feby. 1810          | Capture du Havik | 10 février 1810              | Non-émise Grande-Bretagne vs. Pays-Bas          |
| Arrow 6 April 1811             | Combat contre un chasse-marée et des batteries au large des côtes de France                                                         | 6 avril 1811                 | Non-émise Grande-Bretagne vs. France            |
| Java                           | Invasion de Java (1811) | Août - septembre 1811        | Grande-Bretagne vs. Pays-Bas                    |
| Lissa                          | Bataille de Lissa (1811) | 13 mars 1811                 | Grande-Bretagne vs. France & Venise             |
| Anholt 27 March 1811           | Bataille d'Anholt | 27 mars 1811                 | Grande-Bretagne vs. Danemark-Norvège            |
| Off Mardoe 6 July 1812         | Bataille de Lyngør | 6 juillet 1812               | Grande-Bretagne vs. Danemark-Norvège            |
| 21 March Boat Service 1813     | Le Brev Drageren et le Blazer capturent les canonnières Jonge-Troutman et Liebe                                                     | 21 mars 1813                 | Grande-Bretagne vs. Danemark                    |
| St. Sebastian                  | Siège de Saint-Sébastien | Août - septembre 1813        | Grande-Bretagne & Portugal vs. France           |
| HMS Cyane (1806) 16 Jany. 1814 | Capture de l'Immortalite et de l'Gloire                                                                                             | 16 janvier 1814              | Grande-Bretagne vs. France                      |

### Guerre anglo-américaine de 1812
| Agrafe                        | Bataille ou combat | Date                 | Commentaires |
| ----------------------------- | --- | -------------------- | ------------ |
| April & May Boat Service 1813 | Le Marlborough, Maidstone, Dragon, Statira, Dolphin, Fantome, Mohawk, Highflyer et Racer détruisent une fonderie à canons à Frenchtown et des batteries au Havre-de-Grace | 28 avril et 5 mai    |              |
| 8 April Boat Service 1814     | Le Hogue, Endymion, Maidstone et le HMS Boxer détruisent 27 navires américains et d'importantes réserves sur le fleuve Connecticut                                        | 8 April 1814         |              |
| Shannon Wh. Chesapeake        | Shannon vs. Chesapeake | 1er juin 1813        |              |
| Pelican 14 Augt. 1813         | Capture de l'USS Argus | 14 août 1813         |              |
| Phoebe 28 March 1814          | Capture de l'USS Essex et de l’Essex Junior (Ex-Atlantic) | 28 mars 1814         |              |
| Cherub 28 March 1814          | Capture de l'USS Essex et de l’Essex Junior (Ex-Atlantic) | 28 March 1814        |              |
| The Potomac 17 Augt. 1814     | Seahorse, Euryalus, Devastation, Aetna, Meteor, Erebus, Fairy et l’Anna Maria à Alexandria (Virginie) et destruction de provisions sur le fleuve Potomac                  | 17 août 1814         |              |
| 3 & 6 Sept. Boat Service 1814 | Des navires captures, sur le lac Huron, les schooners américains Tigress et Scorpion                                                                                      | 3 & 6 septembre 1814 |              |
| 14 Dec. Boat Service 1814     | Bataille du lac Borgne; 16 navires anglais capturent cinq canonnières américaines et un sloop                                                                             | 14 décembre 1814     |              |
| Endymion Wh. President        | Endymion vs. President | 15 janvier 1815      |              |

### Combats et batailles ultérieures
| Agrafe   | Bataille ou combat   | Date            | Commentaires                                                                             |
| -------- | -------------------- | --------------- | ---------------------------------------------------------------------------------------- |
| Algiers  | Bombardement d'Alger | 27 août 1816    | Grande-Bretagne & Pays-Bas vs. Dey d'Alger                                               |
| Navarino | Bataille de Navarin  | 20 octobre 1827 | Grande-Bretagne, France & Russie vs. Empire ottoman                                      |
| Syria    | Guerre de Syrie      | Novembre 1840   | Grande-Bretagne, Autriche, Empire ottoman et Russie vs. Égypte Agrafe la plus distribuée |

## Sources et bibliographie
- (en) Cet article est partiellement ou en totalité issu de l’article de Wikipédia en anglais intitulé « Naval General Service Medal (1847) » (voir la liste des auteurs).
- (en) J. Mackay, J. Mussell, Medal Yearbook — 2005, 2004, Token Publishing.
- (en) Joslin, Litherland & Simpkin, British Battles and Medals, 1988, Spink